# 臺灣荷蘭統治時期
荷屬福爾摩沙，史稱臺灣荷蘭統治時期，指的是臺灣在1624至1662年的這段期間，當時尼德蘭七省聯合共和國與聯合東印度公司於臺灣統治範圍的統稱，影響力遍及臺灣中部與南部沿海。若將澎湖群島與臺灣本島兩者視為一體，則1622年荷蘭人建風櫃尾城堡可視為本時期的開端。

## 歷史
此時正逢地理大發現，歐洲強權紛紛前來東亞貿易，並建立殖民地。而荷蘭人為建立能與中國明朝、日本貿易的據點，遂於1624年在臺灣南部建立了热兰遮城。在荷蘭人於臺灣建立據點以前，臺灣本島仍未有严格定义的漢人移民聚落。雖然當時明朝已在澎湖群島建立巡检機構，但是尚未將觸角深入臺灣本島的原因，大致有下列幾項：
1. 當時倭寇海賊頻繁侵襲中國沿岸，因此官府長期封鎖海岸。
2. 原住民對外來者的抗拒，經常發生械鬥，導致漢人移民墾荒艱辛，願意從中國移居臺灣者較少。
3. 部落社會生產力低，無法吸收大量人口，故移民人數十分有限[3]。
4. 台灣天災頻率多過中國內陸，及台灣海峽湍急阻礙橫渡。

在原住民的統治方面，起先荷蘭人以發展貿易為重，与原住民接触并建立了初步的贸易关系。等到1635年起，荷蘭當局對外貿易開始穩定，才發起征服行動，與高雄附近的麻豆社原住民部落訂定麻豆協約，確立荷蘭人為該地區領主、原住民為封臣的封建關係。荷蘭人透過定期召開的地方會議（荷蘭語：landdag），維繫雙方的封建關係，並任命原住民首長，確立原住民社會的正式領袖，以協助荷蘭人推行政令。透過地方會議，荷蘭人也將原本以個別或多個村社為政治實體、彼此攻伐的原住民部落，統合成互相聯盟的聯合村（荷蘭語：Verenigde Dorpen），置於荷蘭主權之下。荷蘭人便藉由攻擊聯合村的敵對部落，讓原住民出草，使得雙方的關係更為緊密。
1640年代以後，臺灣南部沿海殖民地的行政支出不斷的暴漲，收入也逐漸從轉口貿易轉移到本地稅收。為此，荷蘭人開始新增各種稅收，加上1650年後許多農民賴以維生的甘蔗業開始衰退，漢人對於荷蘭人的統治越來越不滿，引爆了郭懷一事件。事件平息之後，荷蘭人並沒有更改整個殖民地的結構，依然以剝削漢人勞力為經濟發展基礎。之後鄭成功崛起於福建沿海，為荷蘭人創建的荷漢殖民地帶來新的變數，鄭成功於1661年進攻臺灣，翌年荷蘭人為其所擊敗，退出臺灣南部沿海殖民地。

### 史前臺灣
臺灣原有南島民族系原住民的存在，這些使用南島語系的臺灣原住民族群分佈於臺灣全島。南島語族主要分布範圍北到台灣，南至紐西蘭，東到復活節島，西至馬達加斯加。他們雖然同屬南島馬來民系，但是並非同一部落。這些原住民族各有不同的語言與風俗習慣，構成獨立而不相隸屬的部落社會。由於不同的語言、風俗習慣、居住區，這些原住民族可能是在不同時間，從不同地方搬遷而來。因為分成許多族群，原住民族在臺灣始終未能建立統一全臺的政權，僅有些地方部落聯盟（荷蘭當局曾將台灣各地劃分為十一個政治實體），如台中附近的大肚王國和恆春半島上的瑯嶠君主。
由於適當的地理位置，臺灣成為倭寇或海盜的整補地及避風港。倭寇或海盜在明帝國沿海劫掠，遇到官兵追擊，就逃至澎湖群島，然後再到臺灣。官兵雖會追至澎湖，但甚少窮追到臺灣（明將只有沈有容曾跨海追至安平，並「盡殲群倭」）。關於當時臺灣的情景，學者多參考《東番記》，為最早對於臺灣的相關記載。

### 航海時代
16世紀，基督教世界的西歐國家困於鄂圖曼土耳其帝國的陸路封鎖，積極向外擴張勢力，開闢往東亞的新貿易航路，因而發現美洲新大陸、好望角新航路，進而縮短了亞洲與歐洲的距離，世界從此進入海權時代。西歐各國競相到世界各地從事探險、殖民、貿易、傳教活動。在海權爭霸的國際環境下，臺灣被迫走入新的歷史時期。
1543年，葡萄牙船隻在經過臺灣海峽時，有個船員偶然遙望，發現一個青蔥翠綠的海島，禁不住喊出「Ilha Formosa（葡萄牙語：美麗島）」，就這樣，這個「福爾摩沙」（Formosa），就成了西方世界對臺灣這個島嶼的稱呼。然而，葡萄牙人雖是最早抵達東亞的歐洲探險者，但是與臺灣之間僅止於用鴉片與銀元交換臺灣原住民的物品，並不打算進一步殖民。
17世紀初，西方重商主義國家也開始注意臺灣。此時遠東海面已成為歐洲三國角逐的形勢：租得明帝國之澳門的葡萄牙王國、殖民菲律賓呂宋島的西班牙帝國、佔據爪哇的荷蘭聯省共和國，在遠東海面展開商業和殖民的競爭。西歐勢力東移的同一時期，正值明帝國政府結束了鄭和「七下西洋」的行動，逐漸關閉起國門對外實行海禁政策時期，倭寇及海盜（或稱為擁有武裝的「海商集團」）因走私貿易利潤豐厚，而在明帝國東南沿海一帶積極活動，甚至公然挑戰明帝國的統治權威。

### 前來東亞

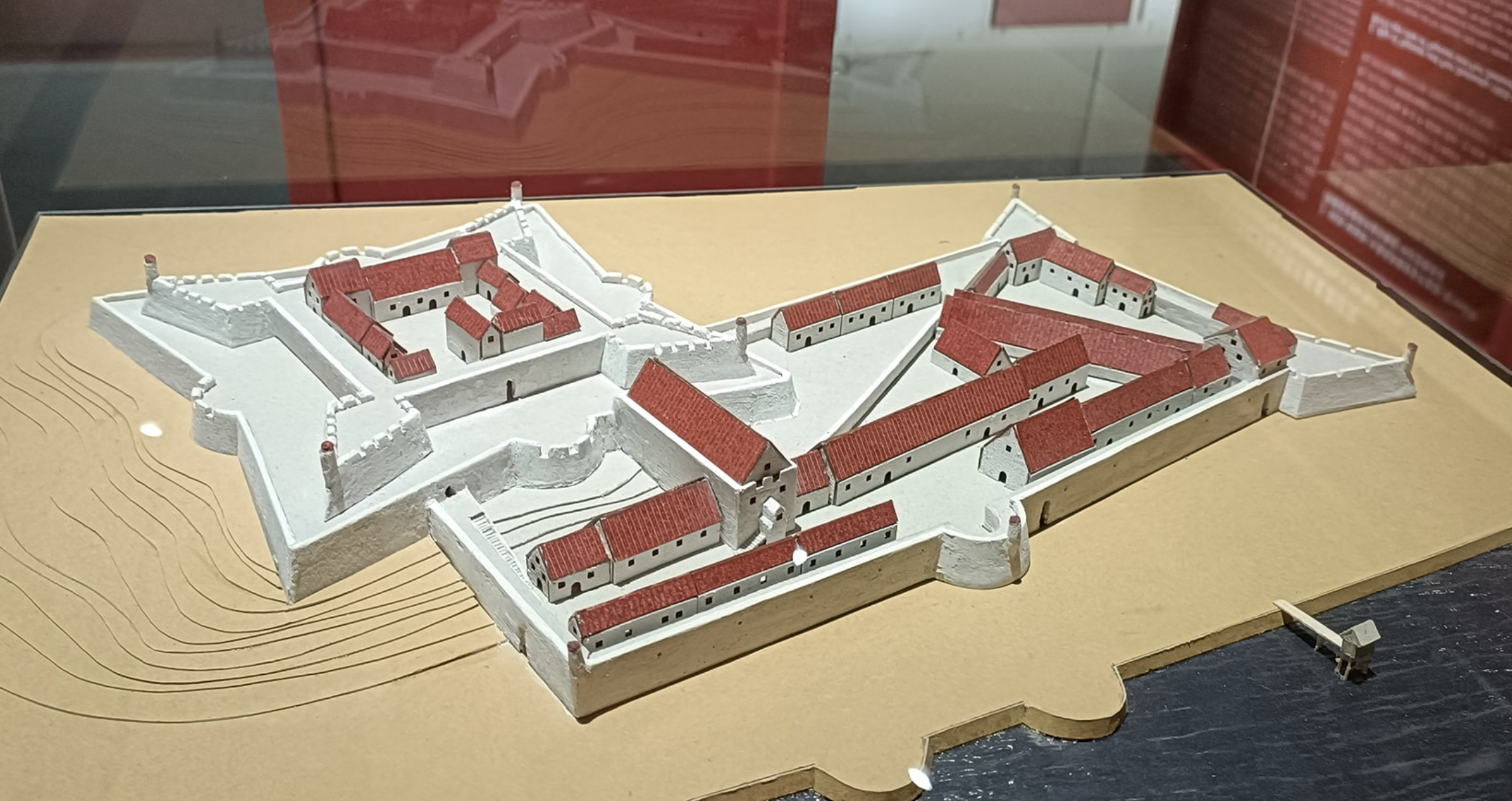
熱蘭遮城復原模型

荷蘭獨立戰爭爆發後，荷蘭人成立了荷蘭東印度公司，發動一連串戰爭，以奪取西葡聯邦於東亞的殖民地。後來荷蘭人在雅加達、安汶、平戶等地陸續開設商館，惟與中國貿易進展不順。1604年，韋麻郎打算進攻澳門，以作為與明朝貿易的基地。因被葡萄牙人擊退，韋麻郎轉而趁明軍無汛兵防守時，佔領澎湖。但明軍將領沈有容率兵到澎湖，要求韋麻郎離開。韋麻郎迫於此壓力下，且無法順利與中國貿易，因而離開。此事件留有《沈有容諭退紅毛番韋麻郎等》碑，今仍豎立在澎湖天后宮中。
1622年，揚·彼得斯佐恩·庫恩總督獲知西班牙人意圖佔領臺灣，遂派雷約生（荷蘭語：Cornelis Reijersen, c.1590 - 1632）率領600人進攻澳門，若失敗則轉往澎湖或臺灣設立貿易據點。只是葡荷澳門戰役荷軍遭葡萄牙軍頑強抵抗，損失慘重，雷約生遂轉佔澎湖，並在風櫃尾築城。雷約生到福州見福建巡撫商周祚，希望與中國貿易。商周祚私下答應雷約生，只要撤出澎湖，就允許他們在台灣貿易，但雙方一直無法取得共識。
1624年南居益上任福建巡撫後，打算硬逼荷蘭人退出澎湖，派兵包圍了風櫃尾城。經過八個月激戰、雷約生多次請辭，荷蘭東印度公司派馬丁努斯·宋克來接應，而明朝從四千人增兵到一萬人。經李旦介入協調以後，荷蘭人和明朝達成協議，同意摧毀風櫃尾的要塞和砲台，轉進至不屬於中國版圖的臺灣島，明朝亦不干涉荷蘭對臺灣的佔領。李旦之所以積極介入，原因之一是為了解除荷蘭人佔據澎湖後，不准中國商船到馬尼拉貿易的困境。
1624年8月26日，荷軍撤出澎湖轉往台灣。荷蘭東印度公司乃於不受明朝政府管轄的福爾摩沙（今臺灣）大員（今臺南市安平區），建立臺灣本島信史上第一個統治政權。
根據中央研究院院士杜正勝與曹永和的研究：「明朝雖實施海禁，但臺灣不只明朝不管，甚至也不屬任何國家管轄，所以走私船早在當時就在基隆、安平與淡水會合明朝、日本與西班牙、葡萄牙與荷蘭的商船。...根據荷蘭史料，當時東印度公司指揮官萊爾森於1622年到福州談判，明朝官員為了勸誘他們撤出澎湖，建議他們到澎湖以東，一座不屬於明朝的島嶼，也就是臺灣，間接同意明朝船隻到大員（今安平）與之通商。...當時明朝官員向萊爾森說：「你不知道大員怎麼去，我們派船帶你去」。這段史料，顯見明朝福建官員知道臺灣，但不以臺灣當作屬地。而同樣年代，明代的史料記載的是，官員軟硬兼施，並請海商李旦居中協調，荷蘭的新任長官宋克，才在1624年拆除澎湖城堡的建材，搭乘熱蘭遮城號商船，來到大員上岸，宋克也成為荷蘭建立臺灣政權的首任長官，他也在大員建立熱蘭遮城。
1624年8月底來到台灣的宋克首先在北汕尾（今臺南四草鹿耳門一帶）建立簡易的商館，並在大員一鯤鯓（今臺南安平區）築熱蘭遮城，以此作為統治臺灣的中心，成為第一任台灣長官，並在次年1625年1月20日向新港社以15匹花布買或租下赤崁的土地，興建普羅民遮市街以安置來台貿易的漢人及日本人。這是臺灣躍上國際舞台的開始，也為外來政權佔領的開始。

### 穩固地位

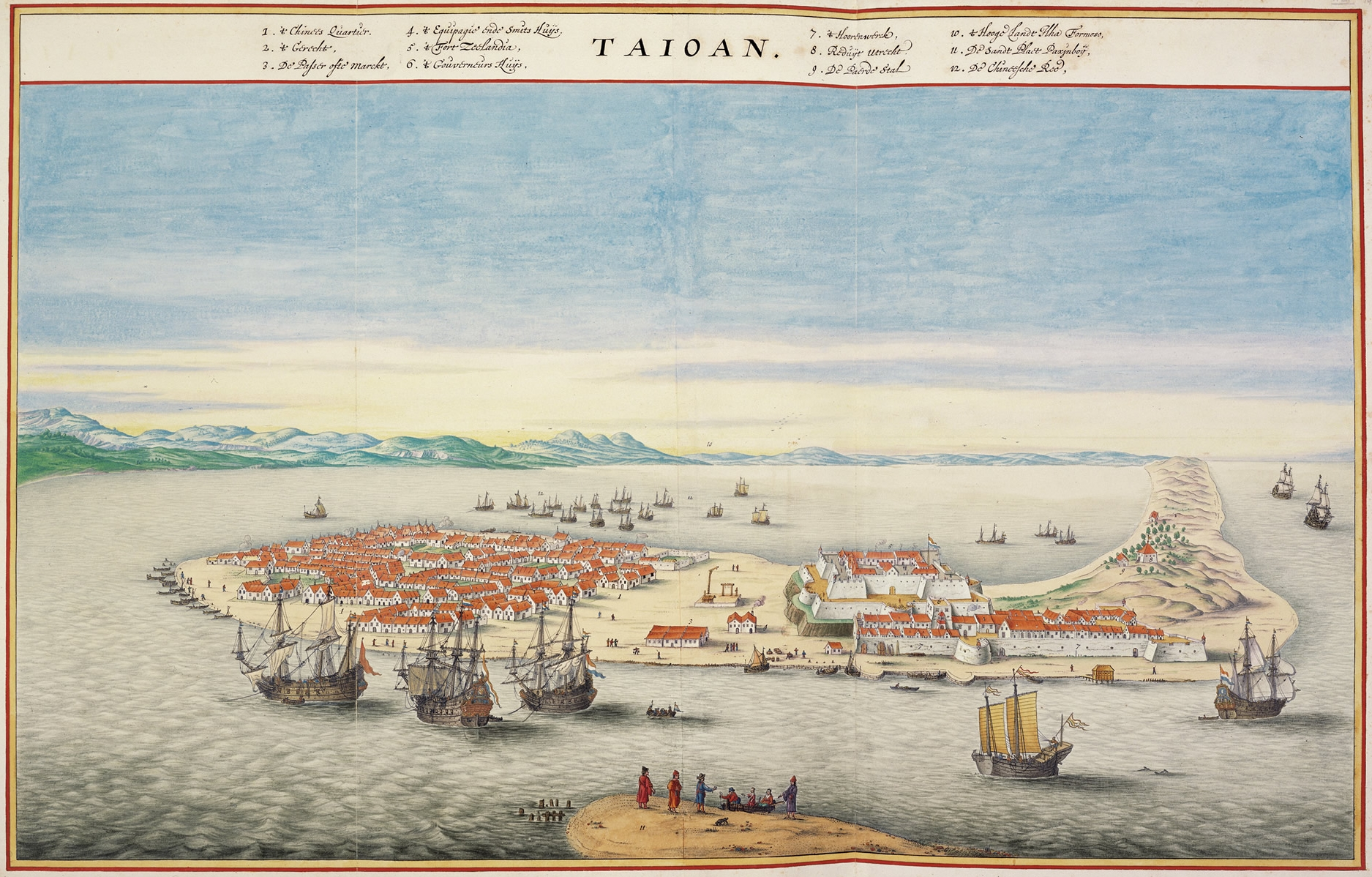
《大員港市鳥瞰圖》，藏於荷蘭米德爾堡哲烏斯博物館（Zeeuws Museum）

在臺江內海附近的平原上，有四個主要的西拉雅村莊，分別為新港社、蕭壠社、麻豆社、目加溜灣社。荷蘭人與新港社結盟，但是新港社係其中最弱小的村莊，經常會被最強大的村莊——麻豆社所攻擊。雖然荷蘭人數次支援新港社對抗麻豆社，1629年卻爆發了麻豆溪事件，徹底打擊荷蘭人的威望。當時大員當局的士兵還不到400人，無法戰勝麻豆社，加上受到濱田彌兵衛事件波及，對外貿易受挫，讓巴達維亞當局不願增援。1630年，大員當局只得先進攻麻豆社的同盟村——目加溜灣社，並和麻豆社暫時休兵。
到了1635年9月，巴達維亞當局同意增援臺灣；同時蕭壠社、麻豆社爆發了瘟疫，村內不少勇士都染病而死。大員當局認為這是好時機，聯合新港社於11月23日攻入麻豆社，並簽訂麻豆協約，又於聖誕節之役擊敗塔加拉揚社（Taccariang，約在今高雄一帶）。荷軍乘戰勝的餘威，擊敗了其他敵對村莊，如蕭壠社、小琉球社等等，其他南臺灣的部落也陸續臣服。這一連串的勝利確立了荷蘭人的威勢，到1636年底，共有57座原住民村莊服從荷蘭人。

### 荷蘭盛世
1636年起，因赤崁附近的鹿群大量減少，大員當局遂開放漢人前往北邊捕鹿。此時虎尾壠社是有名的梅花鹿棲息地，不少漢人走私團體居住於此，並和原住民從事鹿皮交易。虎尾壠漢人為了排除新來漢人的競爭，便聯合虎尾壠原住民反抗荷蘭人，並殺害前來捕鹿的漢人。大員當局分別於1637年及1638年進攻虎尾壠，不過虎尾壠社依然敵視大員當局，甚至殺死了3位荷蘭人。1642年，荷軍進攻虎尾壠社，殺死了之前襲擊荷蘭人的30人，自此之後虎尾壠社不再反抗。此後，大員當局有鑒於虎尾壠社的敵意出自漢人煽動，遂禁止漢人定居於原住民部落，並要求原住民搜補非法居住的漢人。
荷蘭佔領南臺灣後，西班牙人亦佔領北臺灣，開啟其統治。然而1637年起，西班牙人開始削減在台軍力，並從淡水撤出。時任總督的安東尼·范·迪門探悉此消息以後，乃於1642年派艦攻佔雞籠，趕走了西班牙人。荷蘭人征服北臺灣後，目標轉為完全征服西部平原的原住民，以連通臺灣南北的道路。1644年，荷軍征服北臺灣其餘不肯服從的部落，並南下打通陸路。荷軍在路上為隸屬大肚王國的水裡社及半線社所攻擊，不過仍順利抵達大員。1645年1月，荷軍進攻大肚王國內的反荷部落，大肚王國只得於4月正式降服，至此全西部平原皆服從荷蘭人的統治。

### 統治結束
自1650年起，鄭成功於福建沿海崛起，為了籌措和清朝抗衡的軍費，他派遣大量商船前往日本及東南亞貿易，與荷蘭人競爭。1652年爆發郭懷一事件，因為起事規模過大，就有傳言鄭成功在暗中操縱。雖然荷蘭人判斷只是謠言，仍然很擔心鄭成功的威脅。荷蘭人為了打擊鄭成功，開始在海上扣押鄭氏商船，鄭成功則禁止雙邊貿易作為報復。
1657年，揆一派何斌和鄭成功交涉，雖然鄭成功答應恢復通商，何斌卻暗中替鄭成功在臺灣徵稅，直到1659年大員當局發現此事，何斌便向鄭成功倒戈。何斌逃亡讓臺灣西南部陷入動盪，到處都謠傳鄭成功即將進攻，一些漢人開始收拾財產，打算攜帶家眷返回中國大陸。1661年，鄭成功進攻臺灣，很快就拿下普羅民遮城，並包圍熱蘭遮城。1662年，鄭軍奪下大員的制高點—烏特勒支碉堡，揆一自知已無力再戰，向鄭成功投降，並退出臺灣。
荷蘭人撤離台灣後，遂打算和大清帝國合作對付鄭氏王朝。1663年清荷聯軍進攻金門、廈門，鄭成功的繼承者鄭經寡不敵眾，退守銅山。荷軍雖然得勝，但清軍卻未協助進攻臺灣，讓荷蘭人的期望落空。
1664年，荷蘭人出兵佔領雞籠，並於此地發展貿易，鄭軍隨後也於1665年進駐淡水，與荷軍對峙。然而雞籠不但補給困難，清國更擴大嚴格實施海禁，與清國的貿易也始終無進展，1667年東印度議會以損失荷蘭盾八萬元為由，裁決撤出雞籠，翌年7月將所有公司職員接回荷屬東印度的巴達維亞，自此荷蘭人徹底放棄佔領臺灣。

## 族群

### 荷蘭人
一般上皆稱當時的殖民者為荷蘭人，不過荷蘭東印度公司招募職員時，其實包含許多歐洲民族，外國人以受雇為士兵的德意志人為最多。駐臺灣的職員需簽署三、五或十年的工作契約，期滿後通常在加薪、升遷的條件下續約。簽約職員必須遵守公司規定，譬如不能私自經商，公司商務員才允許從商。職員私下貿易被查獲，將受懲處並沒收貨物。除了職員之外，還有少數未續約而成為自由市民的人，但公司也有權管制，甚至限定他們的貿易範圍。在荷蘭社群中，亦有身分等級的差別，公司的高階職位只保留給荷蘭共和國的高階市民，低階職位例如士兵、水手、工人多由外國人擔任。高階荷蘭市民普遍鄙視低階群體，並透過體罰控制其紀律。

### 漢人
1623年在荷蘭人還未統治臺灣時，大約有1500名漢人於臺灣嘉南平原生活或僑居，大部分都是來捕烏魚，或向原住民收購鹿製品，因此這些人都是短期居留，並未建立適合開墾的殖民地。荷蘭人設立商館後，發現臺灣土地肥沃，打算招募漢人於赤崁建立墾殖區，然而漢人農民經常遭受原住民的攻擊，因此在臺灣定居的漢人仍然不多。直到1635年到1636年間普特曼斯戰勝原住民，簽訂麻豆協約，特別要求原住民不得傷害漢人，並實施許多鼓勵發展農業的政策，才確立了漢人在臺灣的墾殖區。原本移民臺灣的漢人只有男性，直到1646年加隆長官提供免什一稅優惠，鼓勵漢人帶家眷前來，才有女性移民。又因中國大陸處於明、清朝代交替的動盪時期，有很多漢人為了躲避戰亂，移民潮掀起高峰，1659年以後，漢人人口成長至25000到30000人。
1640年代起後，漢人社群中開始產生一群叫做頭家（荷蘭語：cabessa）的階層，成為大員當局諮詢政策的對象，並負責調解、仲裁漢人彼此的糾紛。這些頭家與福建的大商人有很密切的關係，又會參與公司在臺灣的經營事業，因此荷蘭人在財政或行政上都很仰賴這群人。

### 日本人
在荷蘭人還未統治臺灣時，已有日本商人與漁民常住於大員等地。1626年，西班牙人繪製的「臺灣的荷蘭人港口圖」上標示，日本人有160人居住在熱蘭遮城旁邊的街市上。普羅民遮城附近也有日人聚居。臺灣的鹿皮貿易在德川幕府的鎖國政策實行前亦由日本商人所獨佔。1625年後，荷蘭當局頒令禁止僑居日本之中國商人來大員經商，且對日本人自福爾摩沙輸出貨品課徵什一稅。此舉引發日荷關係緊張，終至演變為濱田彌兵衛事件，造成1628年日方終止與荷方貿易。經雙方多次交涉，1632年才恢復貿易。除貿易衝突外，荷日雙方亦曾在臺灣爭奪司法管轄權。日方僑領曾宣稱擁有日本天皇授予對日本人之司法管轄權，因而與荷蘭當局發生衝突。荷方認為此舉侵犯其對福爾摩沙的主權，然常因避免荷日關係惡化最後予以部分退讓。

### 原住民

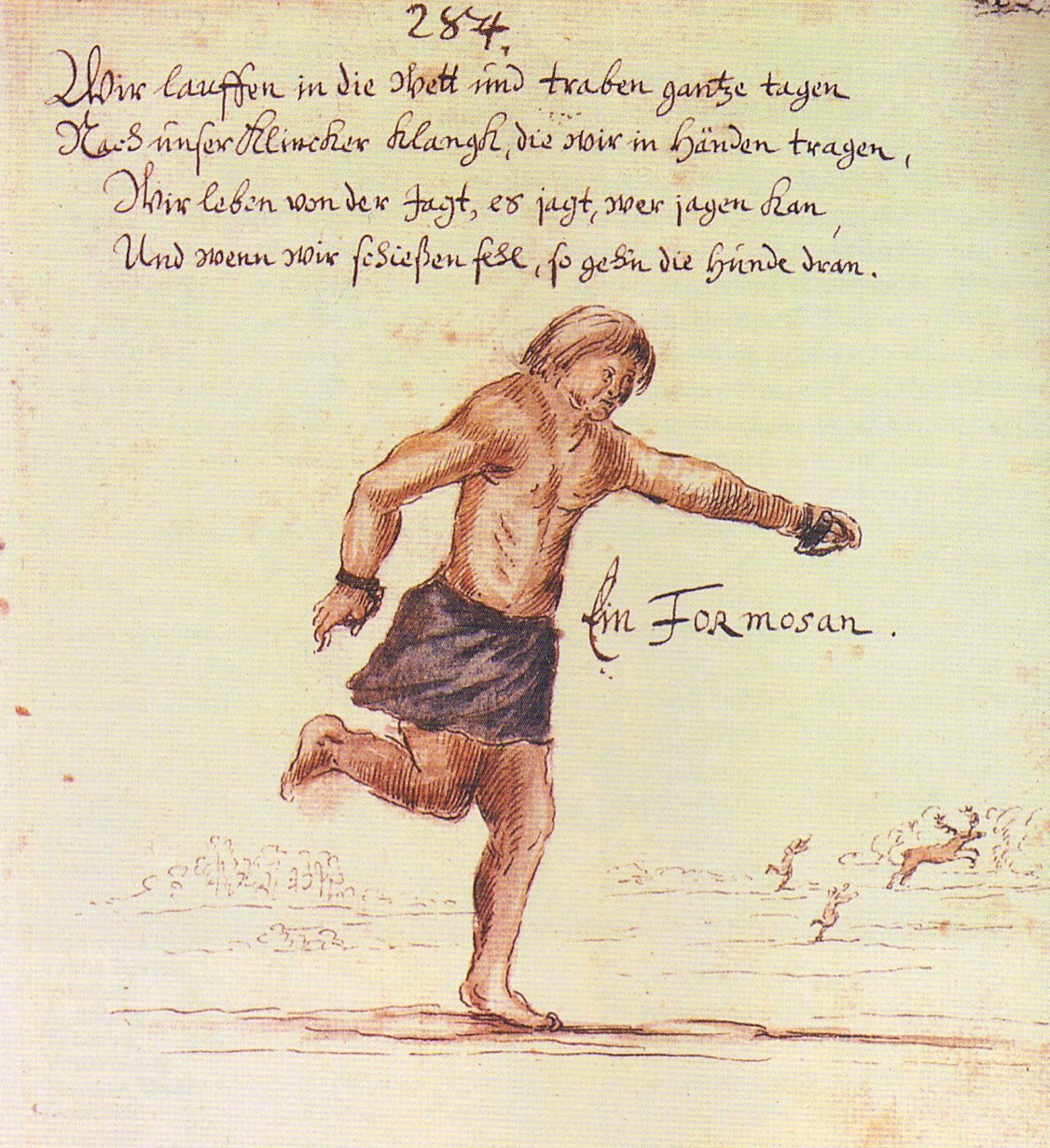
1650年臺灣荷蘭統治時期荷蘭人所繪臺灣原住民與逐鹿中的族人

當時原住民部落，如大肚王國、瑯嶠、瑪家等排灣族部落、馬卡道族放索社群等，其內部已存在絕對的統治者，其中部分族群存在跨部落聯盟或嚴謹的貴族階級制度與封建土地制度，某些情況下會被中國王朝或日本視為國家看待（如不征之國、高砂國）。其餘原住民族群如西拉雅族、大武壠族則大多是以個別村社為政治實體，而有一群約定成俗的長老，或是精於作戰、狩獵的人物，作為村社對外交涉的代表。
荷蘭人統治臺灣後，藉由地方會議來挑選受其征服的各社首長，候選人來自社內長老，首長職權除執行當局政令之外，亦需協助宣教士推動教育事業。首長人數依村社規模而有所不同，如大社3位、中社2位、小社1位，首長若是年紀過大，荷蘭人也會多選1位首長以輔助。首長原則上一年一任，大多數人都能連任，荷蘭人亦會考量首長之品行、能力、健康、個人意願而更換人選。
但是，事實上，大部分的原住民部落都未被征服，因此大多數原住民部落仍保有自身的自治權。

## 政治

當時荷蘭之國旗「親王旗」

### 政府組織

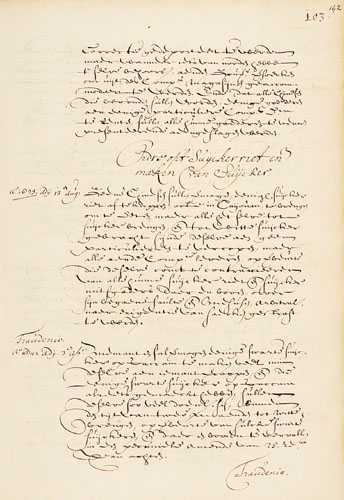
《臺灣告令集》荷蘭時期的成文法／17世紀／32 x 22 cm 荷蘭 海牙王家圖書館藏

臺灣雖然是荷蘭東印度公司之殖民地，但在法律上卻是荷蘭共和國以公司為代表之荷蘭屬邦，並由臺灣長官與臺灣議會（荷蘭語：Raad van Formosa）所組成之臺灣領邦政府（荷蘭語：Formosanse Landtregeringe）治理。政府以臺灣議會為最高統治機構，由臺灣長官，長官副手、最高階軍官、2位上級商務員擔任議員。議會的職責有頒布告令、統率軍隊、制定政策與貿易方針、指派下級單位的官員。議會所有決策皆由討論取得共識，再交付臺灣長官辦理，並將通過的法條記載在《臺灣告令集》，以荷文、中文公告。
臺灣議會下轄臺灣公司法庭，作為最高司法機構，以審理公司職員的民事、刑事案件。公司法庭下設市政法庭，審理自由市民與漢人之刑事及重大民事案件。另外還設有頭家公堂，負責審理漢人輕微的民事案件，依大員議會1656年的決議，訴訟標的價值低於10里爾的案件，只能由頭家公堂受理。

### 封建制度
荷蘭人引入歐洲封建制度，以確立荷蘭人為領主、原住民為封臣的關係，再由地方會議及年貢加以維繫。服從荷蘭人的村社，依與公司簽訂的協約，須交出一株附有本地土壤的樹苗，象徵轉移主權奉獻予尼德蘭聯省共和國議會議長。在此種關係上，荷蘭人認可原住民的土地為封建領土，荷蘭人或漢人在其領土從事伐木、開墾、捕魚等經濟活動，都要支付補償金給原住民。原住民身為封臣，司法上不受《臺灣告令集》約束，而是依各自部落的習慣審理案件，並由派駐在當地的政務員輔導與監督。然而涉及死刑或流放臺灣島外案件，需交由臺灣議會審理。

#### 地方會議

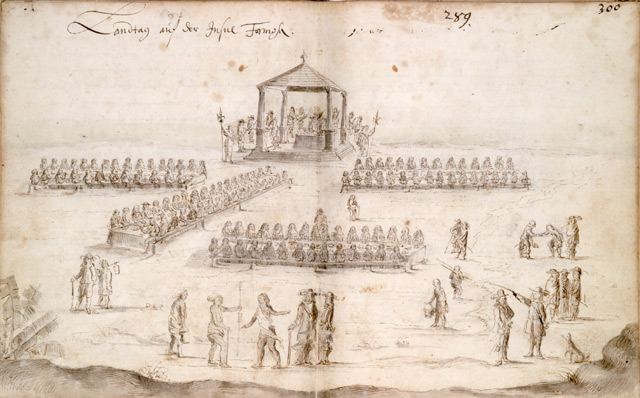
地方會議實況圖，長官與議員坐在上方有士兵護衛的亭子內，而原住民代表在長桌前的席位並排就坐

大員當局把臺灣畫分成北部地方會議區、南部地方會議區、淡水地方會議區、卑南地方會議區四大區域，原住民依其所屬區域推舉代表與會。會議係分區召開，開會日期亦有不同，南部、北部皆由長官主持，並於赤崁開會；淡水及卑南分別由駐於安東尼堡、卑南社的代表主持。原則上每年開會一次，也有因故停會，1657年就因南臺灣爆發天花，僅於淡水地方開會。
地方會議主要係確認原住民對長官的從屬關係，以維繫所屬村社與公司所簽的協約，亦有仲裁糾紛、訓示原住民須盡職責等涵義。若有新長官上任，原住民須宣誓效忠新長官，會議同時也改選村社首長，並授予其象徵權威的藤杖，而卸任者必須繳回受頒的藤杖，表示不再擁有權力。
荷蘭人更會藉由會議排場，展現己方的優越地位。每次長官及議員前往會場時，荷軍皆會鳴放禮砲及禮槍，並由士兵簇擁就座。開會時，長官及議員皆坐在較高的亭子，原住民則坐在較矮的桌椅上，顯示雙方地位有差距。荷蘭人為表示漢人的地位不如己方，通常不讓漢人出席會議，就算有人出席，也僅於宴會上端送茶、點心，明白表示漢人為公司屬下。

#### 年貢
年貢起源於1642年，大員當局向南路各社徵收10綑稻穀，作為服從荷蘭人的象徵，此後並推行至其他地區。只是原住民對於一綑該有多少米，各有不同的認知，後來大員當局遂制定繳納標準，規定每戶交20斤稻米或4張鹿皮作為年貢。然而非每戶人家皆需繳交，荷蘭人所任命之村社首長即可免繳，大肚王及瑯嶠王也有同樣待遇，新加入聯合村者，第一年也免繳，曾與荷蘭東印度公司對抗的村社，則需繳交雙倍甚至三倍年貢。赤崁一帶由各社集合至蕭壠涉交由商務員送往熱蘭遮城，南路各社則由公司派船至各社徵收，北台灣由雞籠、淡水要塞的駐地僱員負責，遠離駐地的蘭陽平原由大雞籠社人率隊負責徵收。

年貢徵收情形亦有地域差異，南、北二路繳交情況皆良好。距離大員較遠或未被征服村社則不需繳，如蘭陽平原、東部皆有原住民拒絕繳納，淡水原住民是在荷蘭人以武力威脅後才繳交。
雖然年貢並非大員當局重大的收入，然而原住民的生計自1640年代即開始下跌，有些村社甚至無力繳納。為此，大員當局於1647年決議各社年貢減半，
1648年停止徵收年貢，然而有學校的村社仍需付薪水給本地原住民教師。到了1650年，巴達維亞當局認為這是變相的年貢，下令廢止，教師薪水一律由公司出錢。

## 軍事

### 軍政
大員當局最主要的武力為公司僱用的士兵，負責前線作戰，而後勤任務另外僱用漢人擔任。然而大員當局非只依賴傭兵，由原住民組成的聯合村也為重要武力。聯合村起源於1635年時，大員當局與麻豆社的協約，條文明定原住民須協助荷蘭人對抗敵對村社，此後臣服荷蘭人的各村社皆比照辦理。往後聯合村也參與了多次重要戰役，如探金行動、郭懷一事件等。
當大員當局發動戰爭時，會另行考量征討對象的地理位置，以決定徵召哪些村社組成聯軍。例如西部平原為西拉雅族；南臺灣為瑯嶠、放索社、下淡水社；東臺灣為卑南社。尤其是離大員遙遠的地區，荷蘭人更加依賴聯合村，像是1640年代以後，荷蘭人僅留20餘人駐守東臺灣，皆須靠卑南社才能抗衡阿美族及布農族。

### 火器
荷軍士兵如同歐洲各國的軍隊，普遍以鳥銃作戰，在戰術上率先歐洲，採用排放戰術來彌補裝填彈藥的空檔時間，讓火銃隊可發揮強大的火力。排放戰術在荷軍鎮壓郭懷一事件便發揮極大的作用，當時郭懷一部眾在人數上佔有優勢，然而當荷軍展開排放射擊後，郭軍畏懼密集的火力而開始潰逃，荷軍甚至無人受傷就鎮壓了起事。在大炮的使用上，荷軍炮彈已採用發射後可爆炸的榴彈，並透過瞄準工具，提高炮擊精準度。荷軍大炮在鄭成功攻台之役造成鄭軍極大的損傷，讓鄭軍相當畏懼，甚至有人認為荷軍炮手能夠把炸彈投在任何想要的地方。

### 船艦
荷蘭船艦在中文文獻上被統稱為夾板船，荷軍的船堅炮利，就連明朝官員也相當畏懼。荷軍船艦兩側各架設一排大炮，可以架設30~36門大炮，船身又相當高大堅固，幾乎無法強行登船。荷軍船艦也有強大的逆風行駛能力，料羅灣之戰時，普特曼斯的艦隊戰敗後便逆風撤退，讓鄭芝龍的艦隊無法追上；在鄭成功攻台之役時，一艘荷軍船艦逆著西南季風從大員航行到巴達維亞求援，幾乎扭轉戰局。在清荷聯軍之役，荷軍船艦展現出強大的戰力，當時荷軍15艘軍艦，便足以匹敵鄭軍100艘軍艦。

## 經濟發展

### 農業
居於臺灣西南平原的西拉雅族已有從事原始耕作，只是型態仍未脫離自給自足，產量有限。荷蘭人為了提升農產量，開始鼓勵漢人前來臺灣開墾，並制定了許多獎勵措施。漢人只要種植指定數量的農作物，就可無償獲頒土地，也保證以預定價格收購翌年生產的農作物。甘蔗和米是最主要種植的作物，也有棉花、靛青、麻、小麥、薑、菸草、土茯苓等，只是種植都不如甘蔗和米熱絡。當時土地開墾集中於赤崁一帶，以及西拉雅四大社交界之處，而1656年後二仁溪以南的土地也迅速開發。
甘蔗係荷蘭人農業發展之重點，用於提煉外銷用的白糖、紅糖，主要銷地為日本和波斯，其餘則運回巴達維亞。1640年代後期每年大約可提煉出9000擔的白糖，到了1657年後產量更是達到17000擔。大員當局也多以信貸政策刺激甘蔗種植，像是以生長中的蔗苗作擔保品貸款給漢人，不過荷蘭人獨占所有砂糖的出口，直到1656年才開放他人經營。
稻米除了供臺灣本地消費之外，也有農民把米賣至中國。雖然1634年起漢人就開始種米，但稻米比甘蔗較易受氣候、病蟲害的影響，起初耕種並不熱絡。到了1640年代，因中國米價持續高漲，許多農民放棄種甘蔗而改種稻米。因為稻米的經濟價值較低，大員當局擔心排擠種植甘蔗，於1643年取消了稻米收成免稅，開始徵收稻米什一稅。

### 獵鹿
17世紀早期，臺灣西部平原充滿了大量的臺灣梅花鹿，此時已有原住民從事獵鹿，鹿隻除了作食用以外，也會製成各種鹿製品以供交易。鹿皮主要銷往日本，以製成甲冑及各種服飾；而銷往中國的有鹿肉，以及藥用的鹿茸、鹿鞭。由於出口鹿製品的獲利頗多，引來不少華人前來走私，而大員當局往往苦於查緝走私商。1636年，大員當局為了管制鹿製品貿易，開辦狩獵執照，漢人需購買執照才可獵鹿，同時也對出口鹿製品課稅。但是大員當局的措施，引起了走私漢商及原住民共同反抗，最激烈的首推虎尾壠社。反抗事件平息之後，大員當局廢除了執照制度，改採贌社制。在新制度下，大員當局禁止漢人捕鹿，只有得標的商人才能和原住民交易鹿製品。
原住民係以槍矛、弓箭、網、套索等傳統方式來狩獵，所耗勞力較多，鹿皮產量有限。漢人介入捕鹿事業之後，引進效率較高的陷阱，大幅提升了鹿皮產量。1634年臺灣只有出口鹿皮10萬張，引進陷阱後，1637年的出口量就上升至15萬張。但是漢人濫捕也讓鹿隻大量減少，大員當局遂禁用陷阱捕鹿，並於1640年到1641年間完全禁止獵鹿。到了1650年代，鹿隻數量略有回升，但鹿皮產量也只剩5萬張，已不如往年興盛。

### 捕魚
漁民最常捕的係烏魚，每逢冬季就有大量烏魚迴游到臺灣海峽產卵，當時的打狗港、堯港（Jockan，在今梓官區）皆係著名的漁港。除了已定居臺灣的漁民之外，每年12月到次年2月也會有福建漁民前來捕魚。捕烏魚須繳納10%的漁獲作什一稅，其他魚類則是按船徵稅。因烏魚無法長期保存，漁民會先醃漬烏魚再賣出，或是加工製成烏魚子，每年約有數十萬尾烏魚賣到中國。
1645年以後，大員當局引進贌港制度，把臺灣沿海以及內陸湖泊劃成許多漁場，唯有得標者才可進入捕魚。另一方面，大員當局也開始標售徵收烏魚稅的權利，得標者即可免稅出口所徵收的烏魚及烏魚子。

### 海外貿易
荷蘭人建立大員商館後，便以其為據點發展轉口貿易。貿易目標係獲取中國的金和日本的銀，1636到1667年間，從日本賺來的白銀有71.9%都被運來臺灣，除了購買中國貨物之外，再把其餘分給其他商館作資金。黃金則是運往荷蘭人在科羅曼德爾海岸的商館。
荷蘭人從中國大量收購生絲、絲綢、瓷器、棉布等商品。生絲及絲織品轉賣日本、瓷器轉賣歐洲、棉布轉賣東南亞或供應臺灣本地。此外荷蘭人也從東南亞購入胡椒、丁香、蘇木等香料，賣至中國獲利。1635到1640年是轉口貿易的鼎盛期，絲貨的貿易額，佔荷蘭人賣到日本商品總值80%以上，而這些絲貨有87%係從臺灣運來。
然而1640年以後，中國開始蔓延戰亂，絲貨與瓷器的生產銳減，加上鄭芝龍為獨占日本市場，抵制華商運絲貨到臺灣，轉口貿易開始衰敗。貿易型態也由轉口中國商品，改為出口臺灣本地生產的鹿皮及砂糖。中國市場也受戰亂波及，對香料的需求減少，荷蘭人賣到中國的商品則改為鉛與硫磺，其中鉛從暹羅購入，而硫磺為臺灣出產。

## 文教

### 文化改造
將原住民改宗成基督徒，也是荷蘭統治時代的施政重點，而西拉雅族的部落最接近熱蘭遮城，因此宣教士便從西拉雅部落，開始推動基督教信仰，主要教派為新教的歸正宗。當時西拉雅人的某些社會風俗，並不相容基督教教義，例如不到36、37歲的婦女懷孕必須墮胎、夫妻分居。西拉雅人為多神信仰，並由稱為尪姨的祭司負責祭祀，尪姨也會藉由占卜、預言等方式影響西拉雅社會風俗，尪姨也負責對婦女墮胎，宣教士因此將尪姨視為最大的傳教阻力。為了減少尪姨的影響力，1641年荷蘭人便把250名尪姨，流放到西拉雅部落北方的諸羅山，並進行基督思想改造。直到1652年，才准許她們返回原部落，並要求不得從事原有的宗教活動，然而存活下來的尪姨只剩48人。
雖然宣教士試圖讓原住民接受新教，然而原住民仍然透過原有的文化風俗，加以理解基督信仰。例如有不少改信新教的原住民，為了避免狩獵、耕作失利，才虔誠地對上帝祈禱。對於新教的價值觀，也是選擇性接受，原住民可以接受夫妻共居、共育子女的精神，然而夫妻須白頭偕老，則未必能接受。因此到了1658年，以揆一為首的大員議會，便抱怨改宗基督徒的原住民，仍然有崇拜偶像、通姦、亂倫等行為。

### 基督教教育
早在荷蘭人統治初期，就已有宣教士深入原住民部落佈教，為了使原住民能更了解基督信仰，宣教士開始把宗教教育制度化。1636年5月26日，臺灣史上第一所學校於新港社成立，課程除基督教教義外，並傳授以拉丁字母讀寫原住民語言。新港辦學成功後，很快也推行至西拉雅語區（約今新市區到嘉義市）及虎尾壠語區（約今虎尾鎮至二林鎮）等地的部落。
學校依招收對象可分成兒童、成年男子、及女子三種，惟荷蘭人為提升男性社會地位，只讓男性接受識字教育。學校的教材有教義問答、祈禱文、講道文等等，為求原住民容易理解，教師多以本地語言教學。然而1648年後，大員當局改推行荷蘭化教育，學校開始教授荷蘭語，也依荷蘭本土的作息來上課，並要求原住民改成荷式姓名、改穿荷式服飾。
在師資方面，除了派來的牧師、探訪傳道以外，教師亦有士兵轉任或由原住民擔任。然而士兵素質參差不齊，時有違法亂紀，原住民教師的地位則日益加重。1659年，大員當局遂於蕭壟社創辦神學院蕭壠神學院(Collegium te Soelang，1659-1661)，以培育原住民師資。學院採寄宿制，招生名額為30人，入學年齡為10到14歲，須通過考試才能入學。由第8任長官法蘭索斯·卡隆（François Caron）的兒子丹尼珥（Daniël）擔任神學院的副院長。

### 語言紀錄
- 《馬太福音新港文版本》（西拉雅語）
- 《虎尾壟語詞典》（巴布薩語族之虎尾壟語）
- 《新港文書》（漢人稱「番仔契」）

## 反荷蘭行動

### 麻豆社
早在1623年荷蘭人來臺灣探勘時，麻豆社曾與目加溜灣社聯手進攻荷軍，往後兩社開始結盟對抗荷蘭人。1626年麻豆社、目加溜灣社與新港社爆發衝突，荷蘭人前往支援。麻豆人眼見荷蘭人與新港社拉近關係，決定徹底逐出荷蘭人，便於1629年策動麻豆溪事件，擊殺63位荷軍士兵。事件爆發後，目加溜灣社、蕭壠社也開始攻擊荷蘭人，然而目加溜灣社隨後被荷軍擊潰，麻豆社只得與荷蘭人暫時停戰。不過麻豆社實力依在，遂率軍至魍港攻擊受荷蘭統治的漢人，甚至鼓動部份新港人舉辦被荷蘭宣教士禁止的傳統祭典，挑戰荷蘭人權威。只是麻豆社卻與蕭壠社爆發衝突，蕭壠社轉而與新港社結盟，局勢逐漸對麻豆社不利。後來麻豆社與蕭壠社和解，並再次結盟對抗荷蘭人，然而荷蘭人藉著巴達維亞的援軍，終究壓制了麻豆社與蕭壠社。

### 新港社
早先新港社為了抗衡麻豆社，與荷蘭人結盟，然而新港人一再受到麻豆人騷擾，眼見荷蘭人無力保護自己，便打算與日本人結盟。1627年16名新港人隨濱田彌兵衛前往江戶晉見德川家光，一行人返回臺灣後，引爆了濱田彌兵衛事件。1629年長官奴易茲率兵突襲新港社，破壞前往日本的新港人房屋，此事件令新港社與荷蘭人的友好關係降至谷底。隨後荷蘭人又重挫於麻豆溪事件，一些新港人不再理會宣教士的教導，並反抗宣教士干涉西拉雅傳統。1635年9月，有新港人密謀驅逐荷蘭人，然而消息走漏後，參與密謀的人皆被逮捕，計畫遂宣告失敗。

### 漢人
1640年代起大員當局陸續對漢人開徵新稅，其中又以人頭稅最具爭議，荷軍士兵常會藉著檢查人頭稅，加以勒索、搶奪漢人的財物。漢人曾多次抗議人頭稅實為苛政，有些漢人領袖藉著這些不滿，聚眾反抗荷蘭人。1643年一位海盜金官（Kinghwangh），就佔據馬芝麟社（Bethgierim，今鹿港），並深入內陸臣服二林、大武郡（Tavocul，今社頭鄉）等十個村社。金官宣稱自己係統治北方的長官，而荷蘭人為統治南方的長官，雖然金官於羿年被捕並遭處死，荷蘭人卻未改善漢人的困境。1650年以後甘蔗業開始衰退，不少人因此失業或被迫降低工資，再次掀起漢人極大的不滿。1652年郭懷一遂起事反抗荷蘭人，答應事成後眾人可平分財物，並免繳人頭稅做為號召，大舉進攻赤崁。

## 歷史意涵
荷蘭人在臺灣的統治對臺灣歷史有五點意涵。
1. 荷蘭以熱蘭遮城為中心所建立的殖民政權，是臺灣歷史上第一個粗具現代國家雛形的統治機器[112]。
2. 在荷蘭人治台以前，漢人移民很少，一直要到荷蘭時代以後，才大量引入漢人。亦即荷蘭統治期間，才是臺灣漢化的開始[113]。
3. 荷蘭人治臺灣的時候，對原住民所採取的所謂教化政策，確也收到相當的效果，透過羅馬字拼音法（參見新港文書條目）的傳入，「對幾千年來未經開化並沒有使用過文字的臺灣原住民來說，這種源自羅馬帝國歐亞文字文明的傳來，可以算是要邁向新世界的開端[114]。
4. 由於荷蘭人的重商主義，臺灣原本自給自足的農耕漁獵一下子變成商業性的產銷，臺灣島內的生產和外洋貿易連結在一起，農業生產者須兼具商人的性格，於是有了臺灣商販的興起，出現了初期資本主義經濟的雛型。
5. 過去歷史學者大多以漢民族史觀，強調荷蘭人運用各種手段剝削漢人，楊彥杰就認為荷蘭人的統治基礎係建立在血腥鎮壓上[115]，歐陽泰則認為此觀點太超過[7]。從一些原住民的歷史記憶來看，又是另外一種觀點，原住民流傳的荷蘭人傳說，正面形象多於負面[116]，甚至有了紅毛親戚的稱呼[註 10]。荷蘭統治也成為光榮傳統的一部分[註 11][註 12]。

不過，歐陽泰表示，這不代表可以美化荷蘭人的統治。只要荷蘭人認為值得，仍然會用暴力對付不肯服從的原住民，以締造荷蘭治世。小琉球大屠殺即是一例，荷蘭人把少年以上的男子全部屠殺，剩下的人口則強制遷徙。翁佳音也指出，原住民服從荷蘭人成為封臣後，因為名義上受荷蘭人保護，而需要負擔義務作為代價，例如隨軍征伐、傳遞公文等其他雜役。這些役使原住民的制度，後來都被鄭氏王朝及清朝承襲，讓原住民隨時苦於官方的使喚。另外荷蘭人引進的贌社制，也被後世政權沿襲，將稅收發包給漢人承包商、通事辦理，不少商社遂利用此特權加以剝削原住民。

## 荷蘭式閩南語詞彙
- （國姓爺鄭成功）
- （梟雄一官鄭芝龍）
- （廈門島）
- （金門島）
- （潮州）
- （福建、南福建話）

### 引用
1. ↑  韓家寶 鄭維中 2005，頁142
2. ↑  江樹生 1992，頁69
3. ↑  陳紹馨 1979，頁26
4. ↑  鄭維中 2004，頁24-32
5. 1 2  康培德 2005，頁157
6. ↑  鄭維中 2004，頁121-122
7. 1 2 3 4  歐陽泰 2007，頁359-362
8. ↑  曹永和 1979，頁42-43
9. ↑  歐陽泰 2007，頁461-462
10. ↑  國中社會1上歷史課本[錨點失效]，頁94
11. ↑  戴天昭 1996，頁573
12. ↑  湯錦台 2001，頁124
13. ↑  周婉窈.  (pdf). 《鄭欽仁教授榮退紀念論文集》 (臺北市: 稻鄉出版): 267–293.   [2013-04-14]. （原始内容存档 (PDF)于2013-10-17）.
14. ↑  . 博客來: 49.   [2018-07-26]. （原始内容存档于2018-07-26）.
15. ↑  
丁榮生. . 中時電子報. 2003-01-13  [2013-04-14]. （原始内容存档于2013-10-17） （中文（臺灣））.
16. ↑  張德水 1992，頁34-35
17. ↑  歐陽泰 2007，頁140
18. ↑  歐陽泰 2007，頁113-115、頁135
19. ↑  歐陽泰 2007，頁149
20. ↑  湯錦台 2001，頁172
21. ↑  歐陽泰 2007，頁254
22. ↑  歐陽泰 2007，頁273
23. ↑  歐陽泰 2007，頁276-277
24. 1 2  中村孝志 2002，頁76-79
25. ↑  歐陽泰 2007，頁388
26. ↑  程紹剛 2000，頁359-360
27. ↑  歐陽泰 2007，頁392-397
28. ↑  歐陽泰 2007，頁416-418
29. ↑  歐陽泰 2007，頁420
30. ↑  江樹生 1992，頁91
31. ↑  韓家寶 2000，頁132
32. ↑  鄭維中 2004，頁312-314
33. ↑  歐陽泰 2007，頁223-224
34. ↑  歐陽泰 2007，頁230-233
35. 1 2   鄭瑞明 2007，頁20-22
36. ↑  韓家寶 鄭維中 2005，頁58-59
37. ↑  歐陽泰 2007，頁300-301
38. ↑  林貝紋、彭煜婷.  (PDF). 國立新竹高級商業職業學校. 2010-11  [2015-04-04]. （原始内容 (PDF)存档于2021-02-26） （中文（臺灣））.
39. 1 2 3  韓家寶.  (PDF). 漢學研究. 2000年6月, 18 (1)  [2015-04-04]. （原始内容 (PDF)存档于2020-05-06） （中文（臺灣））.
40. ↑  吳聰敏.  (PDF). 台大經濟系.   [2015-04-04]. （原始内容 (PDF)存档于2021-05-09） （中文（臺灣））.
41. ↑  鄭維中 2004，頁425
42. 1 2  康培德 2005，頁158-160
43. 1 2  韓家寶 鄭維中 2005，頁47-51
44. ↑  楊彥杰 2000，頁73
45. ↑  韓家寶 2002，頁32
46. 1 2 3  韓家寶 2003，頁54-55
47. ↑  歐陽泰 2007，頁340
48. ↑  韓家寶 2002，頁82
49. 1 2  康培德 2005，頁116-118
50. ↑  康培德 2005，頁142-145
51. ↑  康培德 2005，頁115
52. ↑  康培德 2005，頁148
53. 1 2 3  歐陽泰 2007，頁345-348
54. ↑  歐陽泰 2007，頁335-336
55. ↑  康培德 2005，頁190
56. ↑  康培德 2005，頁191-192
57. ↑  康培德 2005，頁193
58. ↑  康培德 2005，頁105
59. ↑  康培德 2005，頁93-95
60. ↑  康培德 2005，頁109
61. ↑  康培德 2005，頁107-108
62. ↑  陳國棟 2005，頁447-448
63. ↑  歐陽泰 2012，頁148-149
64. ↑  歐陽泰 2012，頁351
65. ↑  歐陽泰 2012，頁187-189
66. ↑  陳國棟 2005，頁439-442
67. ↑  歐陽泰 2012，頁57-61
68. ↑  歐陽泰 2012，頁357-360
69. ↑  中村孝志 1997，頁48
70. ↑  韓家寶 2002，頁59-60
71. ↑  韓家寶 2002，頁104-105
72. 1 2  中村孝志 1997，頁70-71
73. 1 2  韓家寶 2002，頁106
74. 1 2  歐陽泰 2007，頁304
75. ↑  歐陽泰 2007，頁260
76. ↑  韓家寶 2002，頁140-141
77. 1 2  歐陽泰 2007，頁261-262
78. ↑  中村孝1997，頁102
79. ↑  中村孝志 1997，頁127
80. ↑  韓家寶 2002，頁134
81. ↑  韓家寶 2002，頁137
82. ↑  中村孝志 1997，頁138
83. ↑  韓家寶 2002，頁151-152
84. 1 2  陳國棟 2005，頁402-404
85. ↑  楊彥杰 2000，頁137-139
86. ↑  楊彥杰 2000，頁144-145
87. ↑  林昌華. . 平埔文化資訊網.   [2013-04-12]. （原始内容存档于2013-07-07） （中文（臺灣））.
88. ↑  康培德 2005，頁164、頁240
89. ↑  康培德 2005，頁239
90. ↑  康培德 2005，頁259-260
91. ↑  甘為霖 2003，頁196
92. ↑  賀安娟，〈荷蘭統治之下的台灣教會語言學 的存檔，存档日期2008-08-04.〉，台北利式學社
93. ↑  康培德 2005，頁258
94. ↑  Ginsel 2000，頁42
95. ↑  康培德 2005，頁254
96. ↑  康培德 2005，頁240
97. ↑  Ginsel 2000，頁50-51
98. ↑  中研院臺灣史研究所 翁佳音 助研究員,"大橋的故事" （页面存档备份，存于）,中央研究院臺灣史研究所檔案館-臺灣歷史檔案資源網,歷史月刊/230/34-37,retrieved at June 6/2015.
99. ↑  翁佳音 2008，頁7
100. ↑  歐陽泰 2007，頁45、頁71
101. 1 2  歐陽泰 2007，頁138-139
102. ↑  康培德.  (PDF). 《臺灣史研究》. 2008, 15 (3): 頁6  [2013-04-30]. （原始内容 (PDF)存档于2021-05-09）.
103. ↑  歐陽泰 2007，頁143-144
104. 1 2  歐陽泰 2007，頁148
105. ↑  翁佳音.  (PDF). 《臺灣史研究》. 2008, 15 (2): 頁11-12  [2013-04-30]. （原始内容 (PDF)存档于2021-05-09）.
106. ↑  康培德 2005，頁233
107. ↑  康培德 2005，頁236
108. ↑  歐陽泰 2007，頁300-303
109. 1 2  歐陽泰 2007，頁277、頁293、頁315-316
110. ↑  康培德.  (PDF). 《臺大文史哲學報》. 2003, 59: 頁100  [2013-05-01]. （原始内容 (PDF)存档于2009-05-30）.
111. ↑  程紹剛 2000，頁189
112. ↑  天下編輯 1994，頁12
113. ↑  韓家寶 2000，頁130
114. ↑  史明 1980，頁80
115. ↑  楊彥杰 2000，頁89
116. 1 2  翁佳音 2008，頁11-12
117. ↑  賴永祥. . 賴永祥長老史料庫.   [2013-04-13]. （原始内容存档于2021-03-01） （中文（臺灣））.
118. ↑  李佩蓉. . 大紀元. 2011-01-14  [2013-04-14]. （原始内容存档于2021-05-09） （中文（臺灣））.

## 參閲
- 臺灣歷史
- 臺灣歷史年表
- 臺灣荷西統治時期
- 臺灣與荷蘭關係史
- 荷蘭東印度公司
- 臺灣長官
- 安平古堡
- 紅毛城
- 熱蘭遮城日誌
- 臺灣原住民抗荷事件
- 用牛皮量地

## 外部連結
- 國立故宮博物院：福爾摩莎 --- 十七世紀的臺灣、荷蘭與東亞 （页面存档备份，存于）
- 郭弘斌：荷據時代 （页面存档备份，存于）
- Spanish Governors-General, Governors, and Missionaries (How Taiwan Became Chinese: Appendix B) （页面存档备份，存于）